# Tiberiu Bărbulețiu
Tiberiu Bărbulețiu (* 1. Dezember 1963 in Blaj, Rumänien) ist ein rumänischer Politiker und ehemaliges Mitglied des Europäischen Parlaments für die Partidul Național Liberal. Im Zuge der Aufnahme Rumäniens in die Europäische Union gehörte er vom 1. Januar 2007 bis zum 9. Dezember 2007 dem Europäischen Parlament an und war dort Mitglied in der Fraktion der Allianz der Liberalen und Demokraten für Europa.

## Posten als MdEP
- Mitglied im Ausschuss für regionale Entwicklung
- Mitglied in der Delegation für die Beziehungen zu den Ländern Südosteuropas
- Stellvertreter im Ausschuss für Umweltfragen, Volksgesundheit und Lebensmittelsicherheit
- Stellvertreter in der Delegation für die Beziehungen zu Belarus